# Diario 16 (periódico digital)
Diario 16 es un diario digital español, de publicación diaria, que renace a finales de 2015 después de haber cerrado su prensa rotativa en 2001. A pesar de tener distinto equipo redactor, la cabecera es la misma que en su antigua edición escrita, pero con nuevo y distinto eslogan: "El diario de la Segunda Transición".
María José Pintor Sánchez-Ocaña y Cristina Fallarás ocuparon la dirección del periódico. José Antonio Gómez es el director actual.  
Además de la publicación diaria digital, la cabecera también edita una revista de periodicidad mensual con el mismo nombre.

## Historia
La cabecera del diario pasó del Grupo Voz a Multimedia Ediciones Globales, S.L., del Grupo EIG (Energy & Information Group), en algún momento entre 2001 y 2015. MEG, S.L. es presidida por Manuel Domínguez Moreno, y su plantilla se conforma por antiguos redactores de la revista Cambio 16.Luego en 2023, el Tribunal de Marcas de la Unión Europea emitió una sentencia en apelación que confirmó que la marca Diario 16 pertenece a Grupo EIG Multimedia, la editorial detrás de Cambio 16. La marca Diario 16 estaba siendo utilizada por la empresa Multimedia Ediciones Globales, S.L. en ese momento. La sentencia ordenó a la mencionada empresa dejar de utilizar la marca Diario 16, cancelar los dominios www.diario16.com y mediterraneo.diario16.com, y pagar una indemnización coercitiva de 600 euros por cada día de incumplimiento.